# John Stowell
John Stowell (New York, 30 juli 1950) is een Amerikaanse jazzgitarist, componist, auteur en muziekpedagoog.

## Carrière
Stowell, die elektrisch en akoestisch gitaar speelt, groeide op in Connecticut en had onderricht bij Linc Chamberland en John Mehegan. In 1976 begon de jarenlange samenwerking met de bassist David Friesen in New York. In 1983 gingen de beide muzikanten met Paul Horn en diens zoon, de drummer Robin Horn, op een tournee door de Sovjet-Unie. In 1977 leverde hij het debuutalbum Golden Delicious af. Zijn metgezellen waren Jim McNeely, Mike Richmond en Billy Hart.
Stowell is bovendien werkzaam als muziekpedagoog, houdt workshops in Duitsland aan onder andere de Jazz & Rock Schulen Freiburg en met Frank Haunschild, waarmee hij een duoalbum opnam in Indonesië, Argentinië, de Verenigde Staten en Canada. Verder werkt hij aan diverse projecten met Uwe Kropinski, David Liebman, Hiram Mutschler, Gérard Pansanel, Kelley Shannon en Nicolao Valiensi. Hij was in 1991 werkzaam als vervangend leider van de Oregon Public Broadcasting’s PDX Jazz Summit. Sinds 1995 schrijft hij columns voor een reeks muziekmagazines, waaronder Downbeat, Guitar Player, Canadian Musician, Soundcheck en Guitar Club. In 2005 leverde hij het boek en de dvd Jazz Guitar Mastery af. 
John Stowel speelt een singlenote-stijl/singleline-stijl, waarbij melodieën uit individuele tonen worden ontwikkeld en niet uit akkoorden.

## Onderscheidingen
Stowells album Through the Listening Glass met David Friesen werd door de Los Angeles Examiner tot een van de tien beste albums van het decennium gekozen. In 1978 resp. 1979 werd hij Talent Deserving Wider Recognition van de Downbeat's International Critic's Poll.

## Privéleven
Stowell woont heden in Portland.

## Discografie
- 1978: Through the Listening Glass (Inner City Records) met David Friesen
- 1985: Somewhere (Semaphore)
- 1996: Picture in Black and White  (Acoustic Music Records) met Uwe Kropinski
- 1998: The Banff Sessions (Origin Records, 1998) met Dave Liebman
- 2004: Listen to This (Acoustic Music Records) met Frank Haunschild
- 2005: Resonance (Origin Records) solo
- 2005: Summer Nights (Jardis Records, 2005) met Kelley Shannon
- 2005: Swan Tones, Vol. 1 (Soloway)
- 2008: Solitary Tales (Origin Records) solo
- 2011: Shot Through with Beauty (Origin Records) met Michael Zilber, John Shifflet, Jason Lewis
- 2011: Rinnova (Origin Records)
- 2013: John Stowell/Dave Liebman: Blue Rose (Origin Records)

- Gemeinsame Normdatei: 135069378
- International Standard Name Identifier: 0000 0000 7376 3261
- Library of Congress Control Number: n94060656
- MusicBrainz: 91915ad9-4c9d-43f5-a8cc-02306eb7cc76
- Nederlandse Thesaurus van Auteursnamen: 06785687X
- Système universitaire de documentation: 171365747
- Virtual International Authority File: 94383117
- WorldCat: E39PCjvprXQCXQMFvRwHDjV7pd